# ǂʼ암코이어
ǂʼ암코이어(ǂʼAmkoe. 과거 이름: ǂHoan)은 남동부 보츠와나에서 사용되는 카어족 계통 언어로, 소멸위기에 놓여있다. 이 언어에는 kǂʼ 등의 파찰 방출 흡착음이 아닌, 일반 방출 흡착음이 있는 유일한 언어이다.

## 명칭
ǂʼ암코이어(IPA: [ǂʔām̄kòè])는 과거에 ǂ오아어(IPA: [ǂʰòã̀])로 불렸으며, 이후 ǂ호안어와 방언관계에 있는 다른 언어들이 밝혀지면서 이를 묶어 ǂʼ암코이어라는 이름이 사용된다.

## 계통
귈데만(2016)은 ǂʼ암코이어를 3가지 방언으로 분류했으며, 소멸위기언어에 해당한다고 설명하였다.
- ǃ어리아헤어 (IPA: [ǃ̃àˤɾīāχè])
- ǂ오아어 (IPA: [ǂʰòã̀])
- 사시어 (IPA: [sààsī 또는 sààsí])

## 사용자
겔라흐는 2015년 연구에서 사시어의 사용자가 50명 미만, ǃ어리아헤어 및 ǂ오아어의 사용자 수가 50명 미만일 것으로 추정하였다. 또한 대부분의 사용자들이 70세 이상임을 지적하였다.

## 같이 보기
- ǃ쿵어